# Силиштеа (Сучава)
Силиштеа (рум. Siliștea) насеље је у Румунији у округу Сучава у општини Литени. Oпштина се налази на надморској висини од 374 m.

## Становништво
Према подацима из 2002. године у насељу је живело 859 становника, од којих су сви румунске националности.